# وینسنت دورل
وینسنت دورل (انگلیسی: Vincent Dorel؛ زادهٔ ۲۱ مارس ۱۹۹۲) بازیکن فوتبال اهل فرانسه است.
از باشگاه‌هایی که در آن بازی کرده‌است می‌توان به باشگاه فوتبال پلیموث آرگیل اشاره کرد.